# لبخند ۲
لبخند ۲ (به انگلیسی: Smile 2) فیلم ترسناک فراطبیعی روانشناختی محصول سال ۲۰۲۴ به نویسندگی و کارگردانی پارکر فین است. این فیلم دنباله‌ای بر لبخند (۲۰۲۲) است و نائومی اسکات در نقش یک ستاره پاپ بازی می‌کند که درست زمانی که قصد آغاز یک تور را دارد، شروع به تجربه مجموعه‌ای از رویدادهای وحشتناک می‌کند. در این فیلم همچنین رزمری دویت، لوکاس گیج، مایلز گوتیرز-ریلی، پیتر جکوبسن، ری نیکلسون، دیلان گلولا، رائول کاستیلو، و همچنین کایل گالنر در نقش خود از فیلم اول، حضور دارند.
در مارس ۲۰۲۳، پس از موفقیت تجاری لبخند، فین قراردادی را با پارامونت پیکچرز امضا کرد تا پروژه‌های ترسناک دیگری را توسعه دهد. در آوریل ۲۰۲۳ دنباله‌ای برای فیلم وارد مرحله پیش تولید شد و فین به عنوان نویسنده و کارگردان بازگشت. تصویربرداری اصلی در اوایل سال ۲۰۲۴ در نیویورک انجام شد.
لبخند ۲ در ۱۸ اکتبر ۲۰۲۴ در ایالات متحده اکران شد. این فیلم نیز مانند نسخه قبلی خود، نقدهای مثبتی از سوی منتقدان دریافت کرد و به فروش ۱۳۷٫۶ دلاری میلیون در سراسر جهان دست یافت.

## داستان
شش روز پس از مرگ رز کوتر،  جوئل، افسر پلیس نفرین‌شده، تلاش می‌کند تا نفرین اهریمن لبخند را به دو جنایتکار قاتل انتقال دهد. او در نهایت به‌طور تصادفی شاهد مورد نظر را در یک تیراندازی می‌کشد، اما لوئیس فرگولی، یک فروشنده مواد مخدر، شاهد این موضوع است و ناخواسته نفرین را به ارث می‌برد. جوئل که اکنون از نفرین رها شده است، سعی می‌کند فرار کند اما توسط یک کامیون زیر گرفته و کشته می‌شود.
در همین حال، اسکای رایلی، یک ستاره پاپ، پس از یک مبارزه عمومی با سوء مصرف مواد و یک تصادف اتومبیل که یک سال قبل باعث کشته شدن دوست پسر بازیگرش پل شده بود، برای تور بازگشت خود آماده می‌شود. علیرغم نظارت مداوم دستیارش جاشوا و مادر و مدیرش الیزابت، اسکای پس از آسیب رساندن بfhج می‌شود. هنگامی که آنجا می‌رسد، اسکای شاهد فریاد نامنظم لوئیس و وحشت او می‌شود، که در آن پس از تشنج و می‌افتد. او سپس بلند می‌شود، لبخندی تهدیدآمیز می‌زند و به طرز مرگباری صورت خود را با بشقاب هالتر می‌کوبد. اسکای بدون هشدار به پلیس فرار از آنجا می‌کند.
اسکای شروع به تجربه توهم می‌کند، از جمله افرادی که به او لبخند می‌زنند، که باعث می‌شود سلامت روانی‌اش به شدت خراب شود. اسکای که به حمایت نیاز دارد با دوست جدا شده‌اش جما آشتی می‌کند. او از یک شماره ناشناس پیامکی دریافت می‌کند که مدعی است می‌داند در آپارتمان لوئیس بوده و در خطر است. اسکای در حین صحبت در جمع‌آوری کمک مالی که توسط مدیر اجرایی موسیقی داریوش برگزار می‌شود، دچار توهم می‌شود که تله پرومتر کار نمی‌کند و در مورد این موضوع صحبت می‌کند که چگونه موفقیت او زندگی‌اش را اصلاح نکرده است. او در حالی که شاهد نزدیک شدن دوست‌پسر فقیدش پل با خنده از بین تماشاگران است، وحشت می‌کند و به‌طور تصادفی یک مهمان مسن روی صحنه را مجروح می‌کند.
اسکای در یک بار با موریس، مردی که به او پیام داده بود، ملاقات می‌کند. او از زمان مرگ غیرطبیعی برادرش، اهریمن لبخند را ردیابی کرده است. او توضیح می‌دهد که نفرین به هر کسی که شاهد مرگ یک قربانی باشد می‌رسد، با این نظریه که موجودیت مانند یک انگل است و بدون یک میزبان می‌میرد. او پیشنهاد می‌کند که قلب اسکای را متوقف کند و سپس او را احیا کنید تا نفرین را بشکند، اما اسکای قبول نمی‌کند و پس از شناسایی‌شدن توسط مردم از آنجا می‌رود. پس از یک فروپاشی ذهنی طولانی در آپارتمانش، اسکای توسط نهادی که شکل رقصندگان پشتیبان او را به خود گرفته است، در گوشه‌ای قرار می‌گیرد. اسکای سعی می‌کند فرار کند اما به شدت به اطراف آپارتمان پرتاب می‌شود و در حالی که یک بازوی غول پیکر وارد گلوی او می‌شود از هوش می‌رود.
یک فلش‌بک نشان می‌دهد که اسکای با تصادف عمدی با ماشین در حین مشاجره ناشی از مواد مخدر باعث مرگ پل شده بود. بعداً، اسکای در یک خلوتگاه از خواب بیدار می‌شود و با الیزابت در مورد تور آینده بحث می‌کند. ناگهان الیزابت لبخند می‌زند، آینه‌ای را می‌کوبد و بارها با یک خرده به خود خنجر می‌زند. اسکای تلاش می‌کند تا آنجا را ترک کند اما در کمال وحشت متوجه می‌شود که به‌طور مرگباری به مادرش الیزابت چاقو زده است. اسکای از مکان فرار می‌کند و دوباره با جما متحد می‌شود و یک ماشین را می‌دزدد تا با موریس ملاقات کند. سپس اسکای از جما تماسی دریافت می‌کند و باعث می‌شود که او متوجه شود آن نسخه از جما که تمام هفته با او بوده، در واقع همان موجودیت شیطانی بوده است. پس از به دست گرفتن کنترل ماشین، اسکای با موریس در یک پیتزا هات ملاقات می‌کند، جایی که آنها قصد دارند از یک فریزر برای کند کردن روند و جلوگیری از آسیب دائمی استفاده کنند. موریس موقتاً آنجا را ترک می‌کند و اهریمن به عنوان خود سابق اسکای از خرابه ظاهر می‌شود. پس از کشمکش، اسکای با اهریمن مبارزه می‌کند و سرنگی را به خود تزریق می‌کند که قرار است قلب او را متوقف کند. اهریمن، بدون تغییر، با تمسخر تأیید می‌کند که کنترلش را در دست ندارد. او سپس اسکای را در یک دستگاه قفسه سینه قفل می‌کند و به او می‌گوید «break a leg».
اسکای خود را برای اجرا در هرالد اسکوئر گاردن روی صحنه می‌بیند.  او در حالی که الیزابت، جاشوا و داریوش را که هنوز زنده هستند می‌بیند که از جمع تماشاگران او را تماشا می‌کنند، متوجه می‌شود که تمام چند روز گذشته همه یک توهم بوده است. اهریمنِ لبخند در ابتدا به عنوان شکل فعلی اسکای ظاهر می‌شود، سپس شکم خود را باز می‌کند تا شکل واقعی خود را آشکار کند: یک موجودیت انسان‌نمای بزرگ و بدون پوست با چندین دهان خندان که درون یکدیگر قرار گرفته‌اند. اسکای قبل از اینکه به حالت خلسه بیفتد از وحشت فریاد می‌زند، پس از آن اهریمن دهان اسکای را از هم جدا می‌کند و به داخل وی می‌خزد، در حالی که به نظر می‌رسد که اسکای شروع به خفگی کرده و سقوط می‌کند. اسکایِ تسخیر شده در مقابل تماشاگران می‌ایستد و لبخند می‌زند، سپس با میکروفون خود در مقابل هزاران تماشاگر وحشت‌زده به‌طور مرگباری به صورت و چشم خود ضربه می‌زند و خود را می‌کشد.

## بازیگران
- نائومی اسکات در نقش اسکای رایلی، هنرمند مشهور ضبط موسیقی پاپ
- رزماری دویت در نقش الیزابت رایلی، مادر و مدیر اسکای
- لوکاس گیج در نقش لوئیس، فروشنده مواد مخدر و همکلاسی سابق اسکای
- مایلز گوتیرز-رایلی در نقش جاشوا، دستیار اسکای و الیزابت
- پیتر جکوبسن در نقش موریس، پرستاری که اقدامات اهریمن لبخند را دنبال می‌کرد
- ری نیکلسون در نقش پل هادسون، بازیگر فقیدی که دوست پسر سابق اسکای بود.
- دیلان گلولا در نقش جما، بهترین دوست اسکای
- رائول کاستیلو در نقش داریوش، رئیس شرکت ضبط اسکای
- کایل گالنر در نقش جوئل، یک افسر پلیس، که قبلاً توسط اهریمن لبخند مورد نفرین قرار گرفته بود.

## تولید

### توسعه و انتخاب بازیگر
پس از اکران فیلم لبخند (۲۰۲۲)، در خلال مصاحبه‌های بین نوامبر و دسامبر ۲۰۲۲، نویسنده و کارگردان پارکر فین اظهار داشت که عمداً بخش‌هایی از فیلم اول را مبهم گذاشته است، که در آن طرح‌های مختلف را حل نشده باقی گذاشته شده است، و از اینرو علاقه خود را برای کاوش این جزئیات در یک دنباله بالقوه ابراز کرد. سازنده فیلم اظهار داشت که اگرچه قسمت‌های دیگر ممکن است به بررسی پس‌زمینه آن موجودیت بپردازند، اما او مایل است ماهیت مرموز آن را دست نخورده نگه دارد. او خاطرنشان کرد که یک فیلم بعدی به‌طور قابل توجهی با فیلم اول متفاوت خواهد بود و اظهار داشت که او معتقد است «هنوز چیزهای جالب زیادی برای کشف در دنیای لبخند وجود دارند. ... من می‌خواهم مطمئن شوم که یک راه جدید، هیجان‌انگیز و تازه در آن وجود دارد که مخاطب نمی‌تواند آن را پیش‌بینی کند. من همچنین می‌خواهم راه‌های جدیدی برای ترساندن آنها پیدا کنم و آنها را عصبی کنم.»
در مارس ۲۰۲۳، فین قراردادی را با پارامونت پیکچرز امضا کرد تا پروژه‌های ترسناک دیگری را برای کمپانی توسعه دهد. ماه بعد در کامیک کان ۲۰۲۳، پارامونت اعلام کرد که دنباله لبخند با چراغ سبز روشن شده و وارد مرحله پیش تولید شده است و همچنین فین به عنوان نویسنده و کارگردان بازگشته است. در دسامبر ۲۰۲۳، نائومی اسکات برای ایفای نقش اصلی انتخاب شد. ماه بعد، لوکاس گیج برای نقشی نامشخص انتخاب شد. ماه بعد، گزارش شد که کایل گالنر نقش خود را در نقش جوئل از اولین فیلم تکرار خواهد کرد و رزماری دویت نیز به بازیگران پیوسته است. دیلن گلولا، رائول کاستیو و مایلز گوتیرز-ریلی در فوریه ۲۰۲۴ به بازیگران پیوستند.

### تصویربرداری
تصویربرداری اصلی در اواخر ژانویه ۲۰۲۴ در سرتاسر دره هادسن، نیویورک، در مکان‌های اصلی در نیوبرگ، پوکیپسی، وپینگرز فالز، آلبانی و شهر نیویورک آغاز شد. انتظار می‌رود فیلمبرداری در ماه مارس به پایان برسد.

## انتشار
لبخند ۲ توسط پارامونت پیکچرز در ۱۸ اکتبر ۲۰۲۴ اکران شد.

## بازخورد
این فیلم نقدهای مثبتی از سوی منتقدان دریافت کرد و آنها گفتند که نسبت به فیلم اول پیشرفت کرده است، و بازیگری نائومی اسکات را برجسته دانستند. در وبگاه جمع‌آوری نقد راتن تومیتوز، ٪۸۵ از ۱۹۲ بررسی منتقدان مثبت است و میانگینِ امتیاز آن ۶٫۹/۱۰ است. اجماع این وبگاه چنین می‌نویسد: «پارکر فین، نویسنده و کارگردان، با در اختیار داشتن نائومی اسکات، ستاره‌ای اضطراب‌آور، غرورِ لبخند را به یک کابوس ستاره‌دار پاپ تبدیل می‌کند که پوزخندی را بر چهره‌های طرفداران فیلم ترسناک می‌گذارد.» این فیلم در متاکریتیک که از میانگین وزنی استفاده می‌کند، بر اساس نظر ۳۶ منتقدین امتیاز ۶۶ از ۱۰۰ را کسب کرده که نشان‌گر «نقدهای عموماً مطلوب» است. تماشاگرانی که در نظرسنجی سینماسکور شرکت کردند، میانگین نمره «B» را در مقیاس A+ تا F به فیلم دادند (بیشتر از «B-» فیلم اول)، در حالی که آنهایی که توسط پست‌ترک نظرسنجی شدند به آن نمره ۷۱٪ مثبت (میانگین ۳٫۵ از ۵ ستاره) دادند.
آستن گاسلین که برای پولیگان می‌نویسد، نقد مثبتی را به فیلم ارائه کرد و آن را برتر از فیلم اول دانست و در عین حال اظهار داشت: «پارکر فین به‌جای اینکه نسخه اصلی را بازنویسی کند، پیش‌فرض هوشمندانه‌اش را تا حد منطقی خود پیش می‌برد و صحنه‌های فوق‌العاده ترسناکی را می‌سازد که با داستان مطابقت داشته باشند. در واقع، فین لبخند ۲ را در جایی به پایان می‌رساند که به نظر می‌رسد یک نتیجه‌گیری عالی و ایده‌آل برای فرنچایز باشد. یک نقطه پرش برای حرفه یکی از هیجان انگیزترین کارگردانان ترسناک نسل خود.» دیوید فیر از رولینگ استون نوشت: «گاهی اوقات فراموش می‌کنید در حال تماشای یک فیلم لبخند هستید و نمی‌توانید به خاطر این که فکر کنید نسخه‌ای کمی کابوس‌وارتر از فراتر از نورها برخورد کرده‌اید سرزنش شوید.» بنجامین لی از گاردین به فیلم ۳/۵ ستاره داد و نوشت: «مطمئن نیستم که لبخند ۲ واقعاً چیزهای زیادی به تجربه‌ای می‌افزاید که ما قبلاً نمی‌دانستیم، اما آن را از محیطی که برای یک فیلم ترسناک در مورد از دست دادن ذهن استفاده شده است، به یک تجربه خوب و منظم تبدیل می‌کند.» اوون گلیبرمن از ورایتی گفت: «فیلم به سختی ظریف است، با این حال پارکر فین به یک فیلمساز باهوش تبدیل شده است که واقعیت را مانند یک توهم، و توهمات را شبیه به واقعیت عرضه می‌کند.»

## یادداشت
1. ↑  همانطوری که در لبخند (۲۰۲۲) نشان داده شد.
2. ↑  موفق باشی. ترجمه تحت‌اللفظی: پات بشکنه: (کنایه‌آمیز) اشاره به شکستن پای او در تصادف
3. ↑  یک نسخه خیالی از مدیسون اسکوئر گاردن